# Icaraí (Caucaia)
Icaraí é um bairro pertencente ao distrito sede do munícipio de Caucaia, integrante da Região Metropolitana de Fortaleza (RMF), no estado do Ceará, Brasil. O bairro é conhecido por abrigar a famosa Praia de Icaraí, importante ponto turístico de Caucaia.
Segundo o Censo 2010, a população do Icaraí era de 10.974 habitantes.
O bairro faz divisa com o bairro Tabuba a oeste, com o bairro Barra Nova ao sul, com os bairros Pacheco e Jardim Icaraí a leste e com o Oceano Atlântico ao norte. 

## Histórico
A ocupação do bairro se iniciou, assim como em parte do litoral caucaiense, por meio da fixação de pequenas vilas de pescadores na região. Com a descoberta da praia de Icaraí por moradores da capital cearense e turistas na décadas de 1980 o bairro passou por um processo de crescimento mais acentuado.
Com o tempo foram construídos diversos condomínios e casas de veraneio, o que contribuiu para o processo de urbanização do bairro. Ao longo da orla se instalaram diversas barracas de praia e verdadeiros parques aquáticos, como o Icaraí City, o Paraíso Perdido Park, o Lago Dourado, dentre outros. A maioria dessas construções se localizam ao longo da Avenida Litorânea, importante via à Beira-Mar que concentrava boa parte da infraestrutura turística da região.

### Erosão costeira e declínio
A degradação da Avenida Litorânea, e consequentemente do potencial turístico do bairro e de Caucaia, começou ainda no início dos anos 2000 por meio da erosão costeira e o avanço do mar. Segundo o Plano de Gestão Integrada da Orla (PGI) de Caucaia, a urbanização do litoral do município ocorreu de forma desordenada, o que desencadeou, entre outros processos, "obras de engenharia para a contenção da erosão acelerada", feitas de forma individual pelos próprios proprietários de imóveis e estabelecimentos atingidos pelo avanço do mar. 
O processo de erosão acelerou em 2007, impactando diretamente a economia local pela destruição de barracas de praia e outras estruturas públicas e privadas. A faixa de areia foi completamente engolida pelo mar, junto com cerca de dois terços da Avenida Litorânea que, anteriormente de pista dupla, passou a contar com apenas um estreito trecho trafegável. 
Em uma tentativa de conter o problema a prefeitura de Caucaia optou, em 2011, pela construção de um bagwall, uma parede de pedra em formato de escadaria, de forma paralela à linha de costa em um trecho de 1,37 quilômetros. O projeto apesar de promissor em um primeiro momento, por permitir a engorda natural de 40 metros da faixa de areia, mostrou-se insuficiente para conter o processo erosivo nos anos seguintes. Em um intervalo de apenas quatro anos o bagwall precisou passar por intervenções de reparos em ao menos três ocasiões, por não resistir ao intenso fluxo das marés.
No ano de 2018, a praia do Icaraí enfrentou um dos mais alarmantes episódios relacionados ao avanço do mar. Naquele ano, a região registrou ondas que chegaram a 3,2 metros de altura e invadiram mais uma vez a Avenida Litorânea. As ondas foram consideradas as maiores da última década, levando inclusive blocos do bagwall soltos na praia para a avenida.
No mesmo ano, a gestão dos 44 quilômetros de faixa litorânea de Caucaia foi transferida da Secretaria do Patrimônio da União (SPU) à Prefeitura Municipal, concedendo ao Município a permissão e cessão de uso dos espaços. A medida possibilitou a elaboração de novos projetos para a região. O acordo tem validade de 20 anos e pode ser prorrogado.

### Restauração da costa e retomada
No início de 2022 foi firmado uma parceria entre o Governo do Estado do Ceará e a Prefeitura Municipal de Caucaia para a concretização do projeto de Restauração Costeira no Litoral de Caucaia, que prevê a construção de 11 espigões ao longo de oito quilômetros da orla do município, trecho que engloba as praias do Pacheco, Icaraí e Tabuba. As obras de construção dos três primeiros espigões, todos localizados no Icaraí, tiveram inicio naquele mesmo ano.
Os espigões construídos na cidade de Caucaia têm formato de serpente, inclinado para Oeste, de forma a permitir a passagem natural de parte dos sedimentos para as praias da Tabuba, do Cumbuco e do Pecém. Dessa forma, eles se diferenciam dos espigões de Fortaleza que são ortogonais, ou seja, eles barram os sedimentos que alimentariam as praias de Caucaia, principalmente o espigão do Mucuripe, que foi construído na década de 1940 devido a implantação do Porto do Mucuripe.
Além de conter os efeitos da ação do mar com a instalação dos espigões, o projeto de Recuperação do Litoral de Caucaia prevê também a realização de vários procedimentos de controle da qualidade ambiental, como exemplo: Programa de Controle Ambiental das Obras; Programa de Educação Ambiental; Programa de Monitoramento da Biota (Tartarugas marinhas, Aves, Mamíferos marinhos); Plano de Monitoramento da Dinâmica Costeira na área do projeto; Plano de Manutenção da Infraestrutura Implantada, dentre outros.
O primeiro espigão no Icaraí foi entregue em agosto de 2022 e o terceiro em outubro do mesmo ano, seis meses antes do previsto. Nos meses seguintes a implantação dos novos equipamentos surtiram, segundo a Prefeitura de Caucaia, efeitos maiores do que os previstos. Os espigões proporcionaram uma engorda natural de faixa de praia, preservando as áreas propícias à prática de surfe, o que gerou um aumento de circulação na orla.
A gestão municipal também citou o impacto no mercado imobiliário da região. Durante os anos de erosão do litoral, existia um abandono e êxodo da região, com muitos imóveis à venda por valores abaixo do mercado. Os maiores impactos nas estruturas urbanas ocorreram no litoral leste da cidade, o que inclui, além do Icaraí, os bairros de Pacheco e Tabuba. Com a construção dos espigões ocorreu um aumento do valor no metro quadrado do bairro, que passou a receber anúncios de novos empreendimentos como condomínios de casas, apartamentos, loteamentos e expansão dos serviços como supermercados, restaurantes, farmácias, entre outros.
Em setembro de 2023 foram anunciadas o início das obra de urbanização da Avenida Litorânea e dos espigões do Icaraí, com custo orçado em R$ 4,8 milhões. As obras contemplam a instalação de piso intertravado na via, calçadão, iluminação noturna para os banhistas tomarem banho de mar a noite, e poderem usufruir dos espigões, além de local para adequar e padronizar as barracas.

## Infraestrutura e serviços
Antes das intensas transformações causadas pelo processo de erosão costeira, o bairro era visto apenas como um local para o lazer, com vários condomínios e casas de veraneio, utilizadas apenas nos finais de semana, feriados ou férias. Com a migração dos turistas para outras regiões de Caucaia o perfil do bairro mudou e passou a ser um local de moradia fixa e um centro serviços em expansão.
O novo perfil do Icaraí, associado aos benefícios das intervenções de recuperação da costa, permitiu que o bairro estendesse sua influencia para boa parte do litoral caucaiense e passem por processo de "boom" no mercado imobiliário com a construção de novas residências e torres residenciais.
O bairro do Icaraí hoje começa a ser é considerado um "Centro de Serviços" da região litorânea de Caucaia não apenas pela sua localização privilegiada, equidistante da faixa litorânea da cidade, mas pelos serviços já oferecidos. São supermercados, padarias, farmácias, além dos Correios, lotérica, restaurantes, escolas, lojas de vestuários, academias, serviços de hospedagem, entre outros.
A principal via do bairro é a Avenida Central, nome dado a rodovia CE-090 no trecho que compreende, além do Icaraí, outros bairros do litoral. Outras vias importantes são a Rua Eliezer Freitas Guimarães (anteriormente conhecida como Estrada Barra Nova), que liga a Avenida Central a Rodovia Dr. Waldermar Alcântara (CE-085) e a Avenida Juaci Sampaio Pontes, principal via de ligação entre o Icaraí e a região central de Caucaia. O bairro também é atendido por varias linhas de ônibus, seja do sistema metropolitano intermunicipal que faz ligação direta com Fortaleza, seja do sistema gratuito de ônibus urbanos do município de Caucaia.